# 付知川

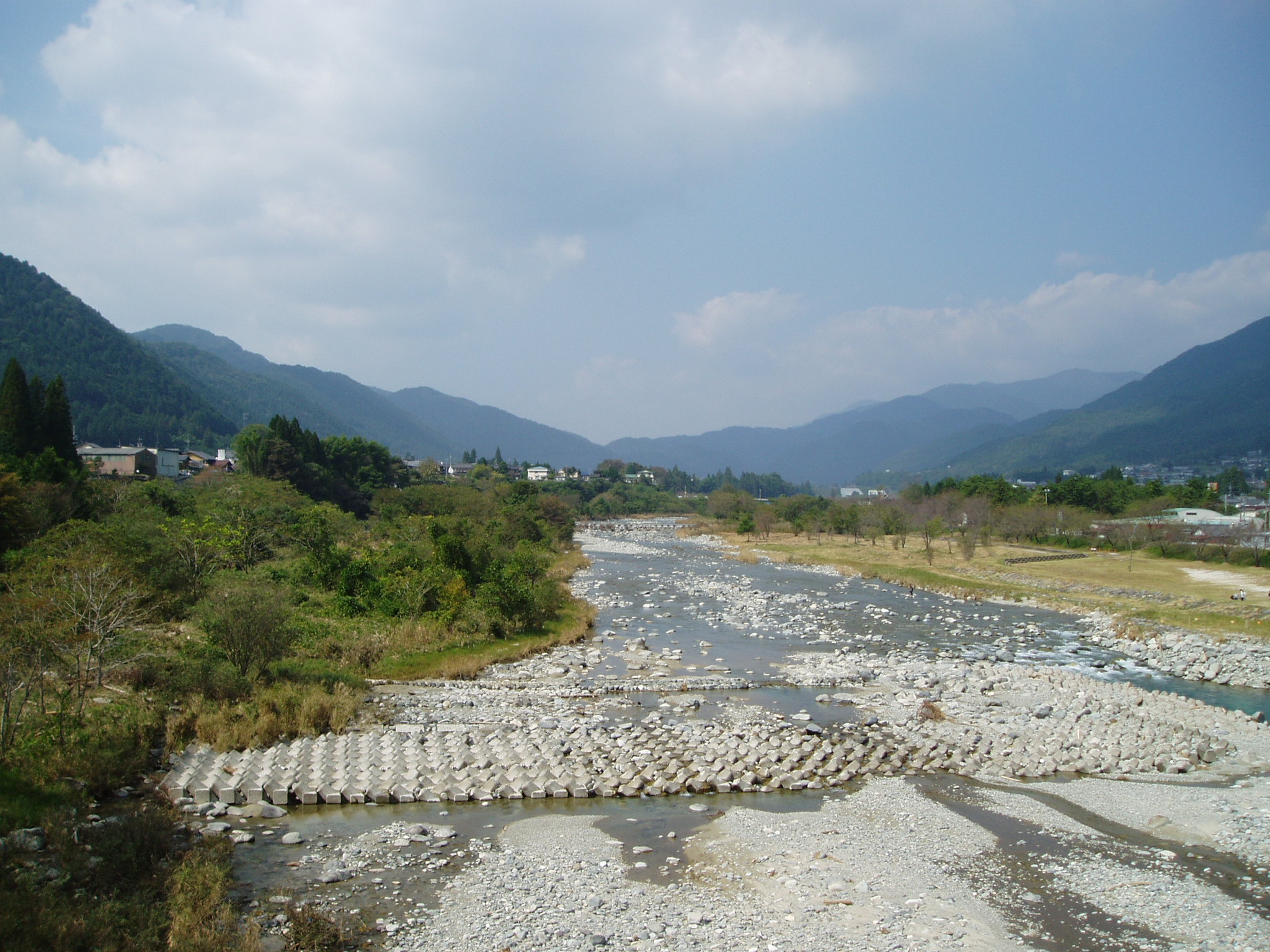
道の駅花街道付知付近から上流を望む。

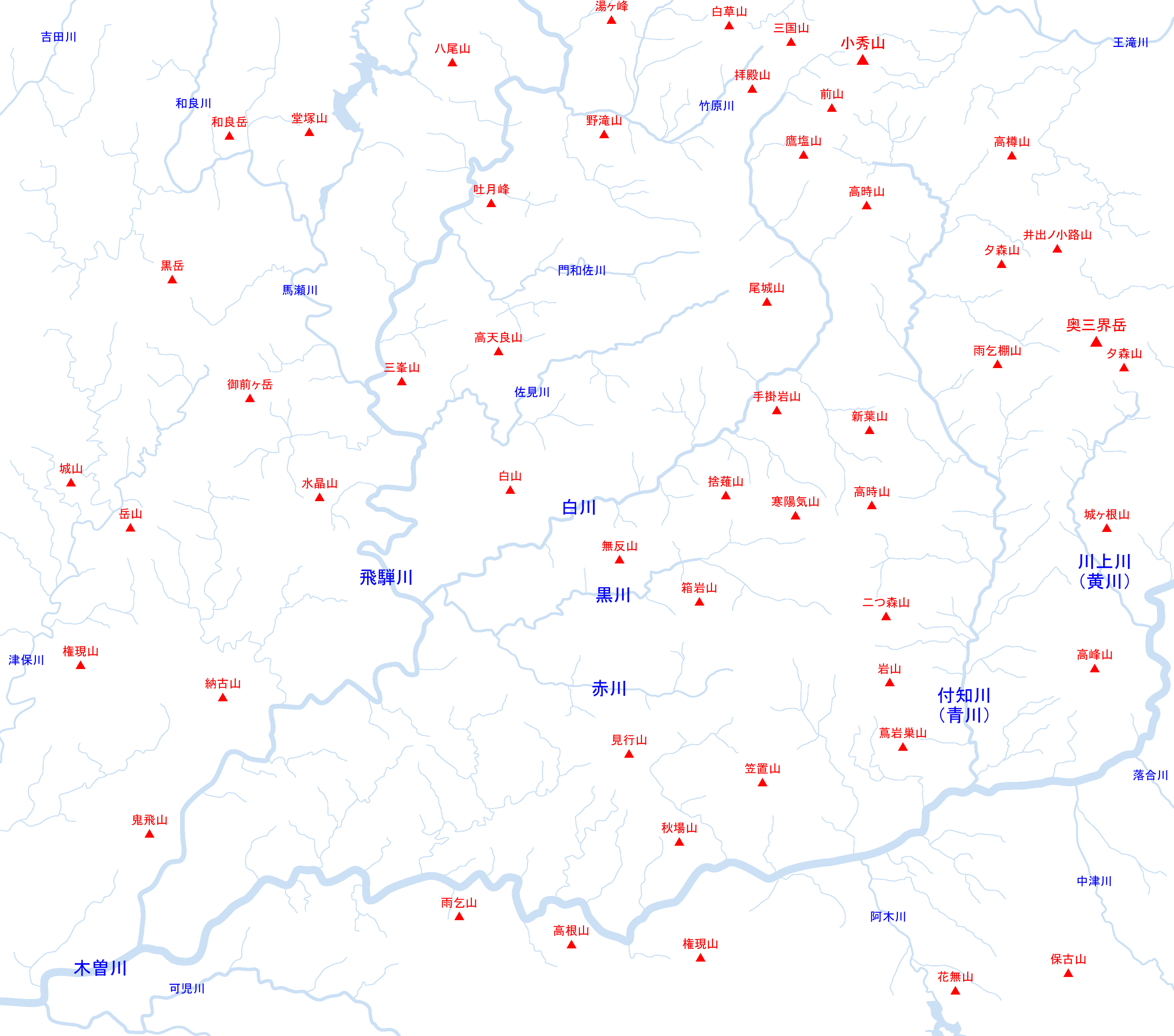
東濃五色川とその周辺の地理

付知川（つけちがわ）は、岐阜県中津川市を流れる、木曽川水系の一級河川。木曽川本川に合流する一次支川。

## 地理
岐阜県中津川市北部の唐塩山の東側に源を発し、中津川市苗木付近で木曽川に合流する。河川延長は約31キロメートル、うち河川法区域延長は約27キロメートル。川底の花崗岩が映える清流で「青川」とも呼ばれ、近隣を流れる白川などともに「東濃五色川」の1つに数えられる。
上流部では阿寺山地を侵食する深い渓谷を流れながら谷川を集めるが、中津川市付知町域で合流する奥三界岳西側から流れ出た東股谷との合流点付近の付知川や東股谷が付知峡と呼ばれる区間にあたる。付知町からは阿寺断層崖下の付知盆地など比較的平坦な土地を流れ、中津川市田瀬との境目付近で横川、中津川市福岡との境目付近で柏原川と合流する。福岡で長根川・松島川、中津川市高山で木積沢川と合流し、中津川市苗木で狩宿川と合流した直後に木曽川合流点に至る。
付知川の流域は裏木曽県立自然公園に指定されるなど景勝地が多い。前述の付知峡のほかに横川渓谷・栗本・下村などにはキャンプ場があり、ウグイ・アユ・ニジマスなども豊富であるため夏季を中心に賑わう。また、渡合温泉、付知峡倉屋温泉などの温泉施設も点在している。なお、付知川および流域は、以下の指定を受けている。
- 裏木曽県立自然公園（付知川・付知峡）
- 岐阜県の名水50選（付知川）
- 飛騨・美濃紅葉三十三選（付知峡）
- 森林浴の森100選（付知峡）
- 福岡ローマン渓谷（付知川）

## 主な橋
国道256号と国道257号の重複区間は、付知川の中流部で並行して整備されており、付知峡大橋・付知南大橋などが架かる。
- 高山大橋（岐阜県道408号中野方苗木線）

## 鉄道
現在はすべて廃線となっているが、かつては付知川に沿って鉄道が存在しており、実際に建設はされなかったものの旧国鉄の路線計画もあった。
- 北恵那鉄道線 : 中津町駅（中央本線中津川駅付近） - 下付知駅（恵那郡付知町）。1924年開通。1978年廃止。
- 付知森林鉄道 : 下付知駅 - 渡合（恵那郡加子母村）。1937年開通。1959年廃止。
- 下呂線 : 中央本線中津川駅 - 高山本線下呂駅。1922年予定線。1980年国鉄再建法により凍結。未成線。